# Фелипе, Леон
Лео́н Фели́пе (настоящее имя Фелипе Камино Галисия де ла Роса, исп.  León Felipe, Felipe Camino Galicia de la Rosa; 11 апреля 1884, Табара, Испания — 18 сентября 1968, Мехико, Мексика) — испанский поэт поколения 27 года.

## Биография
Сын нотариуса. Фармацевт по образованию, исколесил Испанию как агент фармацевтических фирм и актер бродячего театра. Три года провел в тюрьме, осужденный за растрату, три года служил в Экваториальной Гвинее как администратор лечебных учреждений. Вообще вел малоупорядоченный образ жизни, полный различных неожиданностей и приключений. В 1922 году с рекомендательным письмом Альфонсо Рейеса приехал в Мексику, был гостеприимно принят в литературных кругах. Служил библиотекарем в Веракрусе, читал лекции по испанской словесности в Корнеллском университете.
Перед гражданской войной вернулся в Испанию, сражался в рядах республиканцев, в 1938 году переехал в Мехико как атташе по культуре посольства Испанской республики.

## Творчество
Адаптировал для сцены несколько драм Шекспира (Макбет, Отелло), переводил других драматургов-елизаветинцев, а также Уитмена, к чьей поэтике во многом близки его собственные стихи.

## Книги
- Стихи и молитвы странника / Versos y oraciones del caminante (1920, 1929)
- Drop a Star (1933)
- La insignia (1936)
- Pescador de caña (1938)
- Испанец исхода и плача/ Español del éxodo y del llanto (1939)
- El gran responsable (1940)
- El poeta prometeico (1942)
- Ganarás la luz (1943)
- Parábola y poesía (1944)
- Зовите меня мытарем / Llamadme publicano, авторское название — «Стихи и проклятия странника» (1950)
- El ciervo (1954)
- Belleza cruel (1958)
- ¿Qué se hizo del rey don Juan? (1962)
- Rocinante (1967)
- О, эта старая, разбитая скрипка! / ¡Oh, este viejo y roto violín! (1968)
- Israel (1967, опубл. 1970)

## Публикации на русском языке
- [Стихотворения] // Романсеро испанской войны (1936—1939). — М.: Госиздат, 1962.
- [Стихотворения] // «Иностранная литература», 1964, № 12.
- [Стихотворения] // Из современной испанской поэзии. — М.: Прогресс, 1979.

## Леон Фелипе в России
Переводы Анатолия Гелескула из Леона Фелипе высоко ценила Анна Ахматова, писавшая, в частности, Иосифу Бродскому: «Там я завидую каждому слову, каждой интонации. Каков старик! И каков переводчик!»
Стихи Леона Фелипе также переводили Валерий Столбов, Юнна Мориц. Одно из стихотворений Фелипе (в переводе Мориц) легло в основу лирики для музыкальной композиции «Иди же с нами» (альбом «Круиз-1») советской хеви-метал группы Круиз.